# Matthias Lehmann
Matthias Lehmann (Ulm, 28 de maio de 1983) é um ex-futebolista alemão. 

## Carreira
Lehmann começou a carreira no SSV Ulm 1846.

## Títulos
Köln
- Florida Cup: 2015